# كريستين فينزيل
كريستين فينزيل (بالألمانية: Christine Wenzel)‏ (و. 1981  م) هي لاعبة رماية ألمانية، ولدت في إيبنبورن، شاركت في الألعاب الأولمبية الصيفية 2008، والألعاب الأولمبية الصيفية 2012، والرماية في الألعاب الأولمبية الصيفية 2016.

## جوائز
حصلت على جوائز منها:
- ورقة شجر الغار الفضية.

## روابط خارجية
- كريستين فينزيل على موقع الاتحاد الدولي (الإنجليزية)
- كريستين فينزيل على موقع اللجنة الأولمبية الدولية (الإنجليزية)
- كريستين فينزيل على موقع أوليمبيديا (الإنجليزية)
- كريستين فينزيل على موقع اللجنة الأولمبية الألمانية (الألمانية)